# Лібертівілл (Іллінойс)
Лібертівілл (англ. Libertyville) — селище (англ. village) в США, в окрузі Лейк штату Іллінойс. Населення — 20 579 осіб (2020).

## Географія
Лібертівілл розташований за координатами 42°17′10″ пн. ш. 87°57′51″ зх. д. / 42.28611° пн. ш. 87.96417° зх. д. (42.286115, -87.964209).  За даними Бюро перепису населення США в 2010 році селище мало площу 23,70 км², з яких 22,83 км² — суходіл та 0,88 км² — водойми.

## Демографія
Згідно з переписом 2010 року, у селищі мешкало 20 315 осіб у 7586 домогосподарствах у складі 5501 родини. Густота населення становила 857 осіб/км².  Було 8080 помешкань (341/км²).
Расовий склад населення:
| - 90,1 % — білих - 5,7 % — азіатів - 1,2 % — чорних або афроамериканців - 0,2 % — корінних американців - 1,0 % — осіб інших рас |

До двох чи більше рас належало 1,7 %. Частка іспаномовних становила 4,1 % від усіх жителів.
За віковим діапазоном населення розподілялося таким чином: 27,0 % — особи молодші 18 років, 59,1 % — особи у віці 18—64 років, 13,9 % — особи у віці 65 років та старші. Медіана віку мешканця становила 43,0 року. На 100 осіб жіночої статі у селищі припадало 93,1 чоловіків;  на 100 жінок у віці від 18 років та старших — 89,1 чоловіків також старших 18 років.
Середній дохід на одне домашнє господарство  становив 151 598 доларів США (медіана — 115 709), а середній дохід на одну сім'ю — 179 040 доларів (медіана — 148 005). Медіана доходів становила 103 625 доларів для чоловіків та 66 173 долари для жінок. За межею бідності перебувало 4,3 % осіб, у тому числі 4,1 % дітей у віці до 18 років та 3,9 % осіб у віці 65 років та старших.
Цивільне працевлаштоване населення становило 10 094 особи. Основні галузі зайнятості: освіта, охорона здоров'я та соціальна допомога — 20,9 %, виробництво — 18,5 %, науковці, спеціалісти, менеджери — 15,5 %.